# ロバート・アーネスト・チーズマン
ロバート・アーネスト・チーズマン少佐（Robert Ernest Cheesman CBE、1878年 – 1962年2月13日）は、イギリスの陸軍士官、探検家、鳥類学者。
チーズマンは、サー・パーシー・コックスがイラクの高等弁務官を務めていた時期に、その公設私用秘書 (Private Secretary) であった。
1923年にアラビア半島へ出向いた際に、チーズマンは300点以上の標本をアハサーのオアシスで採集したが、その一部は未知の種であった。これらの標本は、後に大英博物館に収蔵された。  
チーズマンアレチネズミ (Gerbillus cheesmani) は、チーズマンが発見したものとされている。
チーズマンは、サルワ湾からウカイルまでのペルシア湾の海岸を最初に地図化した。1924年、彼はフフーフの位置を確定し、かつて存在した都市ゲラの位置を明らかにした。彼は、その発見の内容を、フフーフのイブン・サウードの宮廷に報告した。後に彼は、この業績に対して、王立地理学会からギル記念賞 (the RGS Gill Memorial award) を贈られた。
1936年には、青ナイル川とタナ湖の探検に対して、王立地理学会から金メダル（パトロンズ・メダル）を贈られた。

## 主な著書
- In unknown Arabia, Macmillan & Co.; London; 1926.
- Lake Tana and the Blue Nile'', Macmillan & Co.; London; 1936.
- 'Report on a collection of mammals made by Col.  J.E.B. Hotson in Shiraz, Persia', Journal of the Bombay Natural History Society, vol. 27, no. 3, pp. 573-581.